# 腋毛藤五加
腋毛藤五加（学名：[Eleutherococcus leucorrhizus var. axillaritomentosus] 错误：{{Lang}}：文本有斜体标记（帮助））为五加科五加属藤五加的变种。分布于中国大陆的四川等地，生长于海拔1,700米至2,100米的地区，目前尚未由人工引种栽培。